# Powiat Liptowski Mikułasz
Powiat Liptowski Mikułasz (słow. okres Liptovský Mikuláš) – słowacka jednostka podziału administracyjnego znajdująca się na obszarze historycznego regionu Liptów w kraju żylińskim. W 2011 roku powiat Liptowski Mikulasz zamieszkiwało 72 627 osób. Powiat zajmuje obszar 1340,88 km². Średnia gęstość zaludnienia wynosi 54 osoby na km². Miasta: powiatowy Liptowski Mikułasz i Liptovský Hrádok.